# Гудаловка (Елецкий район)
Гудаловка — деревня Федоровского сельсовета Елецкого района Липецкой области.

## География
Гудаловка находится южнее деревни Зыбинка и севернее станции Хитрово.
Через деревню проходит автомобильная дорога, имеется одна улица — Дружбы.

## Население
| 2010 |
| ---- |
| 0    |

Население деревни в 2008 году составляло 3 человека.